# Топографічна лінійка
Лінійка топографічна — лінійка, призначена для побудови прямокутних сіток на креслярських основах топографічних і маркшейдерських планів. Застосовуються лінійки Дробишева і лінійка велика латунна — металева пластина з нанесеним на верхній площині поперечним масштабом і прорізаними уздовж осі прямокутними наскрізними отворами через 8 см. Робочі скошені краї отворів є дугами з радіусами 8, 16, 24, 32, 40 і 42 см. Скошені початкові і кінцевий краї лінійки мають радіуси кривизни 452,55 і 678,22 мм, що відповідно дорівнюють діагоналям квадратів зі сторонами 32 і 48 см. Топографічна лінійка призначена для побудови сіток прямокутних координат на топографічних планшетах і для виміру відстаней на картах масштабів 1:50 000 і 1:42 000, а також використовується як робоча міра для штангенциркуля, прикладеного в комплект лінійки.